# Mabel Normand
Mabel Normand, nome completo Mabel Ethelreid Normand (New Brighton, 9 novembre 1892 – Monrovia, 22 febbraio 1930), è stata un'attrice, sceneggiatrice, regista e produttrice statunitense.
Indiscussa regina della commedia durante l'epoca gloriosa e pionieristica del muto, si guadagnò l'appellativo di "Charlot femmina" che, per quanto riduttivo, dimostra il valore del personaggio e la stima di cui godeva a suo tempo. Normand fu una tra le prime grandi star del cinema, protagonista di una carriera sfolgorante e maledetta, e la seconda donna dopo Alice Guy a creare il proprio studio cinematografico, il Mabel Normand Feature film company nel 1916.

## Biografia

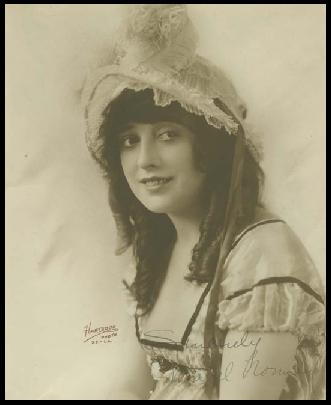
Mabel Normand nel 1918

Mabel Normand era la più giovane dei tre figli sopravvissuti di Claude Normand, un pianista di origine francese, e di Mary Drury, di origine irlandese. Il giorno esatto della sua nascita è dubbio: secondo alcuni biografi il 16 novembre, mentre altri riportano il 19, altri ancora il 10. Dubbio anche l'anno di nascita: 1892 per alcuni, 1894 per altri; la lapide che ne custodisce le spoglie al Calvari Cemetery in California riporta il 1895. Incerto persino il giorno della sua morte: 22 febbraio, 23 febbraio per altri biografi, così come la città natale: Boston, oppure Providence, o Atlanta secondo altre fonti.
La gioventù di Normand è poco documentata. Stante le note biografiche attribuite a Mack Sennett, che fu il grande amore della vita di Mabel, la famiglia Normand era perennemente in movimento da un luogo all'altro, il che spiegherebbe in parte l'incertezza circa i dati anagrafici e la scarsa istruzione ricevuta dalla ragazza; nonostante ciò, Mabel era una lettrice accanita, eccelleva nel nuoto ed era una discreta pianista. Da adolescente, trovò occupazione in un impianto di tessitura di New York come tagliatrice, ma la precoce e vistosa bellezza le permise di diventare ben presto una modella per disegnatori e fotografi, a dispetto della statura piuttosto modesta di un metro e 55 centimetri.

### Successo al cinema
All'inizio del Novecento il cinema era agli albori, e Mabel ne fu attratta; già nel 1910 ebbe la prima esperienza cinematografica, che ben presto l'avrebbe portata a partecipare a un centinaio di cortometraggi prima alla Vitagraph, una delle prime case di produzione cinematografiche, e di seguito alla Biograph Company, dove era appena giunto anche Mack Sennett, un giovane e sconosciuto attore di belle speranze destinato a diventare il re della commedia, oltre che l'uomo più importante nella vita di Normand.
Sennett fu una persona importante per la storia del cinema e in particolare per il cinema del tempo: quando nel giro di un paio d'anni passò a dirigere la neonata casa di produzione di commedie comiche Keystone, Normand lo seguì come prima attrice. La Keystone poteva vantare una troupe di prim'ordine, comprendente star del calibro di Ford Sterling, Fred Mace, Chester Conklin, Henry Lehrman; presto vi si aggregarono anche Roscoe Arbuckle, Ben Turpin, Charley Chase, Mack Swain, Edgar Kennedy, Slim Summerville, Alice Davenport e altri. Nel 1913 si aggregò al gruppo anche Charlie Chaplin, giovane attore appena giunto dall'Inghilterra in cerca di gloria e ancora sconosciuto.
La bellezza e la bravura di Mabel Normand, unitamente allo spiccato senso dell'umorismo, contribuirono al successo dei film da lei interpretati, creando fra lei e il pubblico un rapporto speciale e magnetico. Compreso il suo talento, Sennett le affidò anche la direzione di diverse pellicole: Normand fu interprete, regista e sceneggiatrice dei primi film di Chaplin; insieme formarono una coppia formidabile, per quanto Chaplin l'apprezzasse più come partner in scena che come regista.
Quando Chaplin abbandonò la Keystone, nel 1915, Normand trovò in Roscoe Arbuckle il nuovo partner con cui dividere la scena. I due già avevano recitato insieme due anni prima in alcuni cortometraggi di successo, come Mabel's New Hero, e la loro felice collaborazione li portò all'apice della creatività farsesca. Risalgono a quell'anno alcuni dei loro cortometraggi più riusciti, come Fatty and Mabel at the San Diego Exposition, Mabel and Fatty's Married Life, The Little Band of Gold e altri. Nel corso del 1915, inoltre, Normand e Sennett giunsero molto vicini al matrimonio, ma l'estenuante impegno nel lavoro e, probabilmente, anche le varie amicizie femminili che Sennett coltivava, contribuirono all'irreparabile allontanamento della coppia.
Nel 1918, dopo aver girato Mickey, considerato il suo film più importante, Normand si staccò da Sennett anche professionalmente, firmando un contratto quinquennale con Samuel Goldwyn, impegno che prevedeva la realizzazione di diciotto film. La carriera della regina della commedia iniziò però il suo declino, anche per via del consumo di droghe e alcolici che la fecero entrare in crisi e le impedì di tener fede agli accordi presi, tanto che Sennett trattò con Goldwyn il ritorno dell'attrice alla Keystone.

### Declino professionale
Dal 1922 Normand intrattenne rapporti con vari amanti occasionali, in particolare con William Desmond Taylor, direttore della Paramount Pictures con la reputazione di incallito donnaiolo. Il 1º febbraio 1922, intorno alle 19:00, Normand entrò nel bungalow dove Taylor alloggiava, uscendone dopo circa tre quarti d'ora, e poco prima delle 20:00 Taylor fu rinvenuto morto, ucciso da un proiettile: furono interrogati diversi sospetti, in particolare le varie amanti di Taylor fra cui Normand, e anche Sennett per via della rivalità con l'ucciso. L'anno dopo Normand fu coinvolta in un altro fatto di cronaca: il suo autista personale sparò a un miliardario nel corso di una festa di Capodanno a cui partecipava anche l'amica rivale Edna Purviance.
La vita sentimentale irregolare e gli scandali di cronaca, fortemente pubblicizzati dai mass media del tempo, ebbero un effetto devastante sulla carriera di Normand, i cui film iniziarono a essere boicottati. L'attrice trascorse gli anni del declino afflitta da problemi di salute. Nel corso del 1926 si sposò con l'attore Lew Cody, ma le sue condizioni peggiorarono rapidamente: nell'autunno del 1929 la tubercolosi la costrinse al ricovero in un sanatorio dove, sei mesi più tardi, morì prematuramente all'età di 37 anni.

## Riconoscimenti
- Young Hollywood Hall of Fame (1908-1919)

## Filmografia
Mabel Normand ha realizzato oltre 220 film tra il 1910 e il 1922.

### Attrice
- Indiscretions of Betty
- Over the Garden Wall - cortometraggio (1910)
- Fate's Turning, regia di David W. Griffith (1911)
- The Diamond Star
- A Tale of Two Cities, regia di Charles Kent (o William Humphrey?) (1911)
- Betty Becomes a Maid
- Troublesome Secretaries, regia di Ralph Ince (1911)
- Picciola; or, The Prison Flower
- His Mother (1911)
- When a Man's Married His Trouble Begins (1911)
- A Dead Man's Honor
- The Changing of Silas Warner
- Two Overcoats
- The Subduing of Mrs. Nag, regia di George D. Baker (1911)
- The Strategy of Ann, regia di George D. Baker (1911)
- The Diving Girl
- How Betty Won the School
- The Baron, regia di Mack Sennett (1911)
- The Squaw's Love, regia di D.W. Griffith (1911)
- The Revenue Man and the Girl, regia di D.W. Griffith (1911)
- Her Awakening, regia di D.W. Griffith (1911)
- The Making of a Man, regia di David W. Griffith (1911)
- Italian Blood, regia di D.W. Griffith (1911)
- The Unveiling, regia di D.W. Griffith (1911)
- Through His Wife's Picture
- The Inventor's Secret, regia di Mack Sennett (1911)
- Their First Divorce Case
- A Victim of Circumstances, regia di Mack Sennett (1911)
- Why He Gave Up
- Saved from Himself, regia di D.W. Griffith (1911)
- Saved from Herself
- The Joke on the Joker, regia di Mack Sennett (1912)
- The Eternal Mother, regia di David W. Griffith (1912)
- Did Mother Get Her Wish?, regia di Mack Sennett (1912)
- The Mender of Nets, regia di D.W. Griffith (1912)
- The Fatal Chocolate, regia di Mack Sennett (1912)
- The Engagement Ring, regia di Mack Sennett (1912)
- A Spanish Dilemma
- Hot Stuff, regia di Mack Sennett (1912)
- A Voice from the Deep
- Oh, Those Eyes
- Help! Help!, regia di Mack Sennett e Dell Henderson (1912)
- The Brave Hunter
- The Fickle Spaniard
- The Furs
- When Kings Were the Law
- Helen's Marriage
- Tomboy Bessie
- Neighbors, regia di Mack Sennett (1912)
- Katchem Kate, regia di Mack Sennett (1912)
- The New Baby, regia di Mack Sennett (1912)
- A Dash Through the Clouds, regia di Mack Sennett (1912)
- What the Doctor Ordered, regia di Mack Sennett (1912)
- The Tourists
- Tragedy of the Dress Suit, regia di Mack Sennett (1912)
- An Interrupted Elopement, regia di Mack Sennett (1912)
- Mr. Grouch at the Seashore
- He Must Have a Wife, regia di Mack Sennett (1912)
- The Water Nymph, regia di Mack Sennett (1912)
- Cohen Collects a Debt, regia di Mack Sennett (1912)
- The New Neighbor, regia di Mack Sennett (1912)
- Riley and Schultz, regia di George Nichols (1912)
- The Beating He Needed, regia di Mack Sennett (1912)
- Pedro's Dilemma, regia di Mack Sennett (1912)
- The Flirting Husband, regia di Mack Sennett (1912)
- Ambitious Butler, regia di Mack Sennett (1912)
- At Coney Island (o Cohen at Coney Island), regia di Mack Sennett (1912)
- Mabel's Lovers, regia di Mack Sennett (1912)
- At It Again, regia di Mack Sennett (1912)
- The Grocery Clerk's Romance, regia di Mack Sennett (1912)
- The Deacon's Troubles, regia di Mack Sennett (1912)
- A Temperamental Husband, regia di Mack Sennett (1912)
- The Rivals, regia di Mack Sennett (1912)
- Mr. Fix-It, regia di Mack Sennett (1912)
- A Desperate Lover
- Pat's Day Off, regia di Mack Sennett (1912)
- Brown's Seance
- A Midnight Elopement, regia di Mack Sennett (1912)
- A Family Mixup, regia di Mack Sennett (1912)
- Mabel's Adventures, regia di Mack Sennett (1912)
- The Drummer's Vacation
- The Duel, regia di Mack Sennett - cortometraggio (1912)
- Mabel's Stratagem
- Kings Court
- Saving Mabel's Dad, regia di Mack Sennett (1912)
- A Double Wedding, regia di Mack Sennett (1913)
- How Hiram Won Out, regia di Mack Sennett (1913)
- For Lizzie's Sake, regia di Mack Sennett (1913)
- The Mistaken Masher
- The Deacon Outwitted
- Just Brown's Luck, regia di Mack Sennett (1913)
- The Battle of Who Run
- Mabel's Heroes
- Heinze's Resurrection
- A Tangled Affair
- A Red Hot Romance
- A Doctored Affair
- The Sleuths at the Floral Parade
- A Strong Revenge
- Foiling Fickle Father
- The Rube and the Baron
- Near to Earth
- At Twelve O'Clock, regia di Mack Sennett (1913)
- On His Wedding Day, regia di Mack Sennett (1913)
- Her New Beau
- Hide and Seek, regia di Mack Sennett (1913)
- Those Good Old Days, regia di Mack Sennett (1913)
- Father's Choice
- A Game of Poker
- Bangville Police
- His Chum the Baron
- That Ragtime Band
- A Little Hero
- Mabel's Awful Mistake
- Hubby's Job
- The Foreman of the Jury
- Barney Oldfield's Race for a Life, regia di Mack Sennett (1913)
- The Hansom Driver
- The Speed Queen
- The Waiters' Picnic
- For the Love of Mabel
- The Telltale Light
- A Noise from the Deep
- Love and Courage
- Professor Bean's Removal
- The Riot, regia di Mack Sennett (1913)
- Baby Day
- Mabel's New Hero
- Mabel's Dramatic Career
- The Gypsy Queen
- What Father Saw
- The Fatal Taxicab
- When Dreams Come True, regia di Mack Sennett (1913)
- The Bowling Match
- A Healthy Neighborhood
- The Speed Kings
- Love Sickness at Sea
- A Muddy Romance
- Cohen Saves the Flag
- The Gusher
- Fatty's Flirtation
- Zuzu, the Band Leader
- The Champion, regia di Henry Lehrman (1913)
- A Misplaced Foot
- A Glimpse of Los Angeles
- Mabel's Stormy Love Affair
- Won in a Closet, regia di Mabel Normand (1914)
- Mabel's Bear Escape
- Charlot all'hotel (Mabel's Strange Predicament), regia di Mabel Normand (1914)
- Love and Gasoline, regia di Mabel Normand e Mack Sennett (1914)
- Charlot entra nel cinema (A Film Johnnie), regia di George Nichols (1914)
- Mack at It Again
- Charlot e Mabel (Mabel at the Wheel), regia di Mabel Normand e Mack Sennett (1914)
- Charlot falso barone (Caught in a Cabaret), regia di Mabel Normand (1914)
- Mabel's Nerve, regia di Mabel Normand (1914)
- The Alarm
- Il martello di Charlot (The Fatal Mallet), regia di Mack Sennett (1914)
- Her Friend the Bandit, regia di Mack Sennett (1914)
- Mabel e Charlot venditori ambulanti (Mabel's Busy Day), regia di Mack Sennett (1914)
- A Gambling Rube
- A Missing Bride
- Mabel si marita (Mabel's Married Life), regia di Mack Sennett (1914)
- Mabel's New Job
- A New York Girl
- Those Country Kids
- Charlot sulla scena (The Masquerader), regia di Charlie Chaplin (1914)
- Mabel's Latest Prank
- Mabel's Blunder
- Hello, Mabel
- Charlot alle corse (Gentlemen of Nerve), regia di Charlie Chaplin (1914)
- Lovers' Post Office
- Charlot papà (His Trysting Place), regia di Charlie Chaplin (1914)
- Il fortunoso romanzo di Tillie (Tillie's Punctured Romance), regia di Mack Sennett (1914)
- Fatty's Wine Party
- The Sea Nymphs
- Charlot ai giardini pubblici (Getting Acquainted), regia di Charlie Chaplin (1914)
- Mabel and Fatty's Wash Day
- Fatty and Mabel's Simple Life
- Fatty e Mabel a San Diego (Fatty and Mabel at the San Diego Exposition) (1915)
- Mabel, Fatty and the Law
- La vita coniugale di Mabel e Fatty (Mabel and Fatty's Married Life) (1915)
- That Little Band of Gold
- Wished on Mabel
- Mabel's Wilful Way
- Mabel Lost and Won
- The Little Teacher, regia di Mack Sennett (1915)
- My Valet
- Stolen Magic
- Hogan's Wild Oats
- Fatty and Mabel Adrift
- Lo fa o non lo fa? (He Did and He Didn't) (1916)
- Bright Lights
- Dodging a Million
- The Floor Below, regia di Clarence G. Badger (1918)
- Joan of Plattsburg
- The Venus Model
- Back to the Woods, regia di George Irving (1918)
- Mickey, regia di F. Richard Jones e James Young (1918)
- Peck's Bad Girl
- Stake Uncle Sam to Play Your Hand (1918)
- A Perfect 36
- Sis Hopkins, regia di Clarence G. Badger (1919)
- The Pest
- When Doctors Disagree
- Upstairs, regia di Victor Schertzinger (1919)
- Jinx
- Pinto, regia di Victor Schertzinger (1920)
- Due sorelle meravigliose (The Slim Princess), regia di Victor Schertzinger (1920)
- La bella spagnola (What Happened to Rosa), regia di Victor Schertzinger (1920)
- Molly O'
- Head over Heels, regia di Paul Bern e Victor Schertzinger (1922)
- Oh, Mabel Behave
- Suzanna, regia di F. Richard Jones (1922) [2][3]
- The Extra Girl, regia di F. Richard Jones (1923)
- Raggedy Rose, regia di Richard Wallace (1926)
- The Nickel-Hopper
- Anything Once!
- Should Men Walk Home?
- One Hour Married

### Regista
- Mabel's Stormy Love Affair
- Won in a Closet (1914)
- Mabel's Bear Escape
- Charlot all'hotel
- Love and Gasoline
- Charlot e Mabel
- Charlot falso barone (Caught in a Cabaret) (1914)
- Mabel and Fatty Viewing the World's Fair at San Francisco

### Sceneggiatrice
- The Engagement Ring, regia di Mack Sennett (1912)
- Tragedy of the Dress Suit, regia di Mack Sennett (1912)
- Charlot falso barone (Caught in a Cabaret), regia di Mabel Normand (1914)
- Mabel e Charlot venditori ambulanti (Mabel's Busy Day), regia di Mack Sennett (1914)
- Mabel si marita (Mabel's Married Life), regia di Mack Sennett (1914)

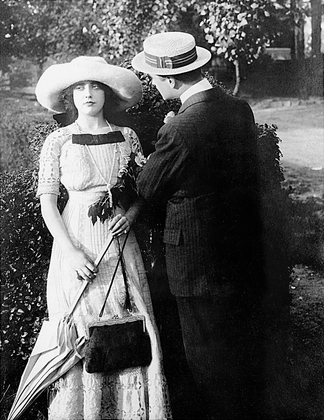
Her Awakening (1911)
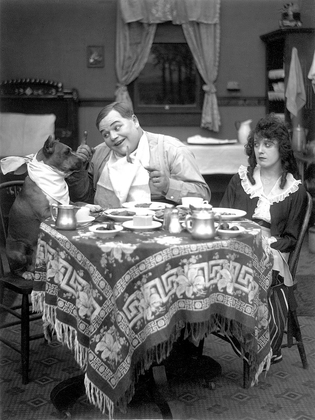
Fatty and Mabel Adrift (1916)
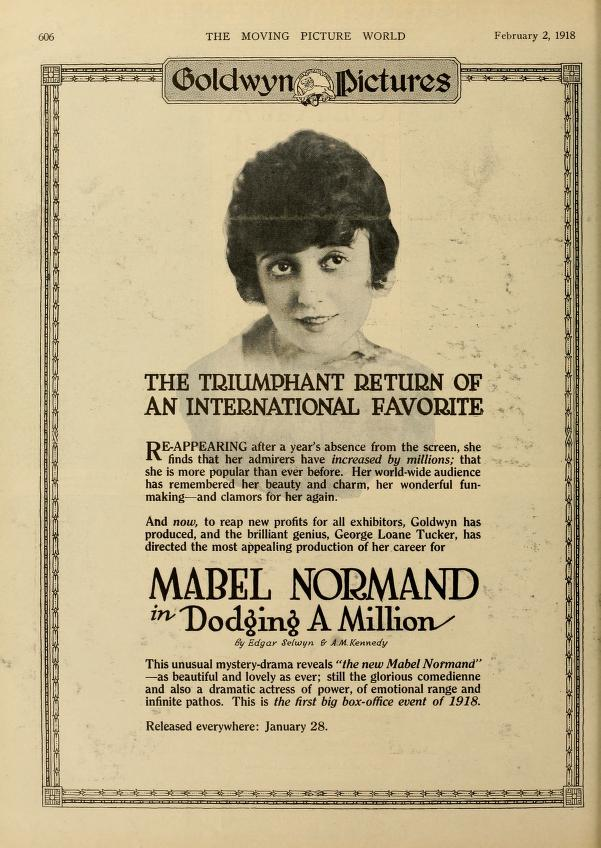
Dodging a Million (1918)
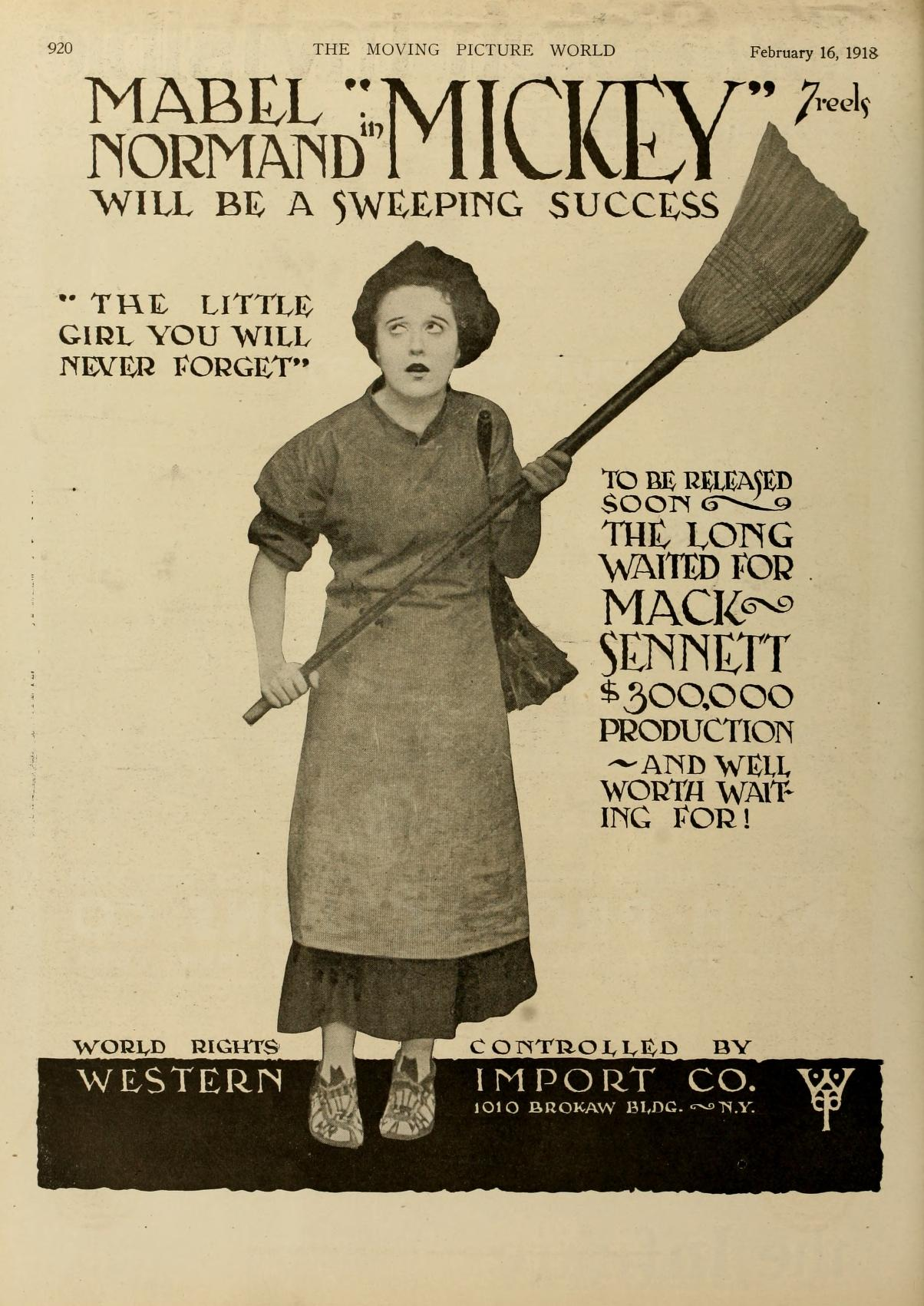
Mickey (1918)
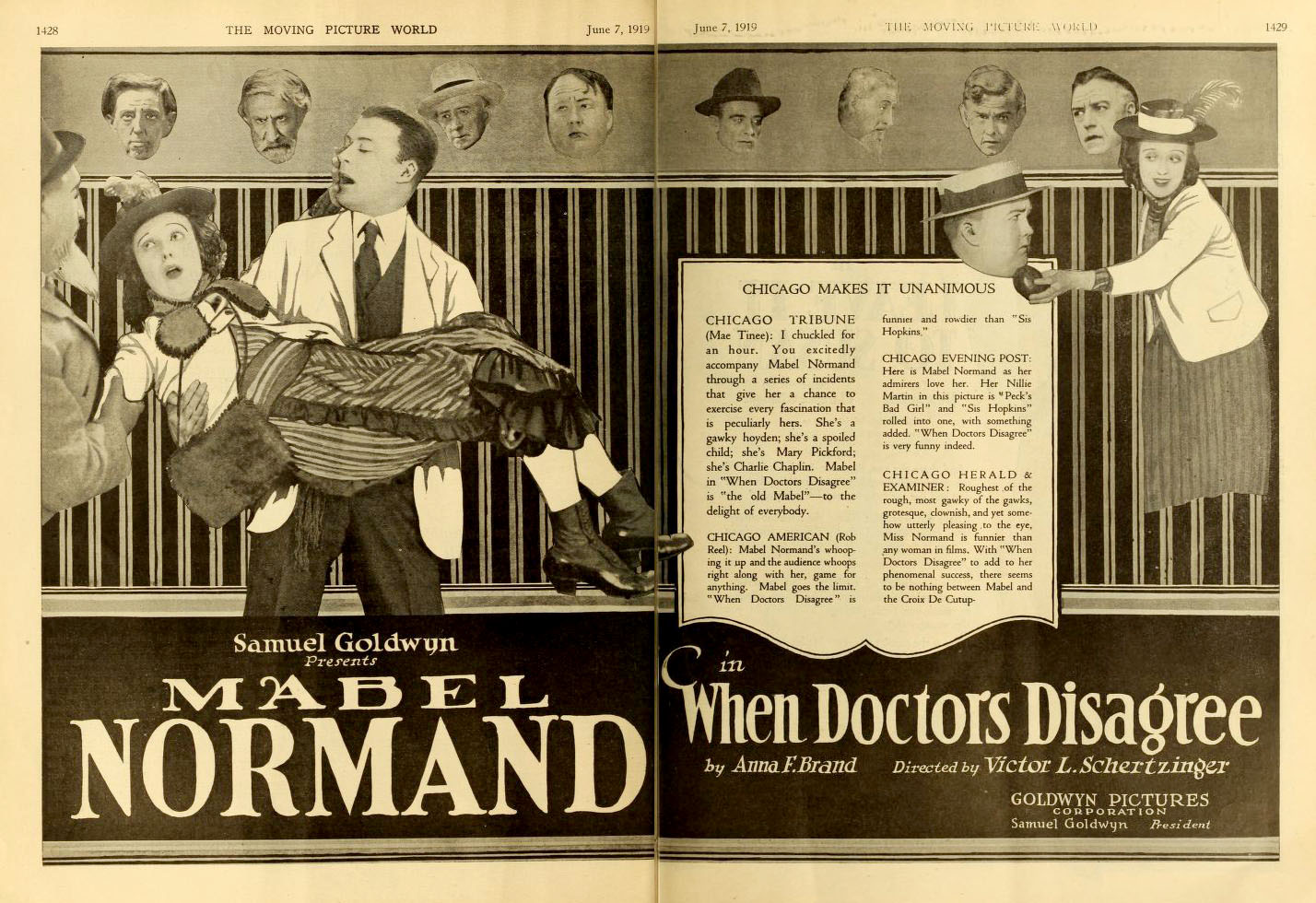
When Doctors Disagree (1919)
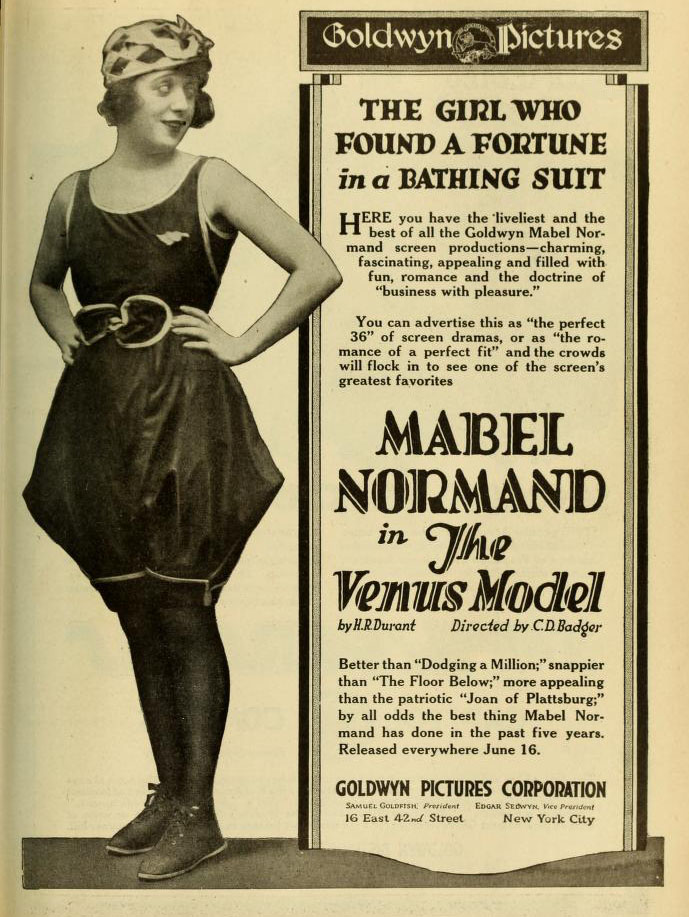
The Venus Model (1918)
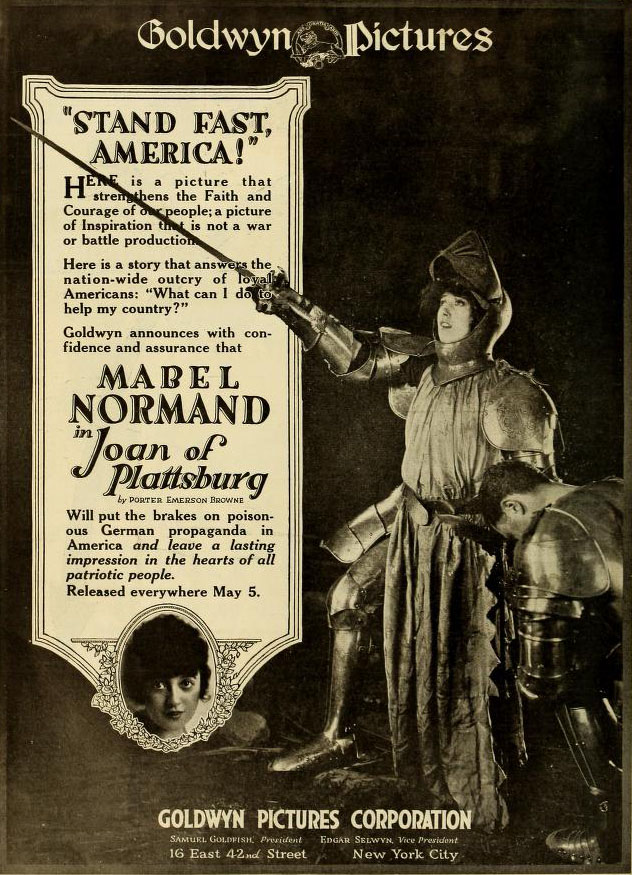
Joan of Plattsburg (1918)
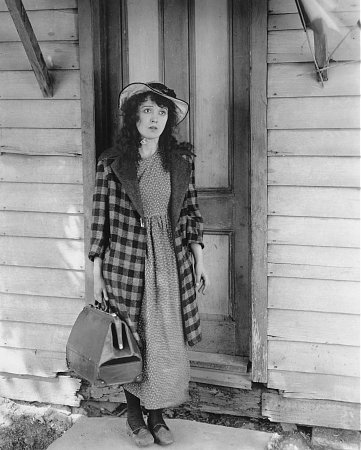
Peck's Bad Girl (1918)
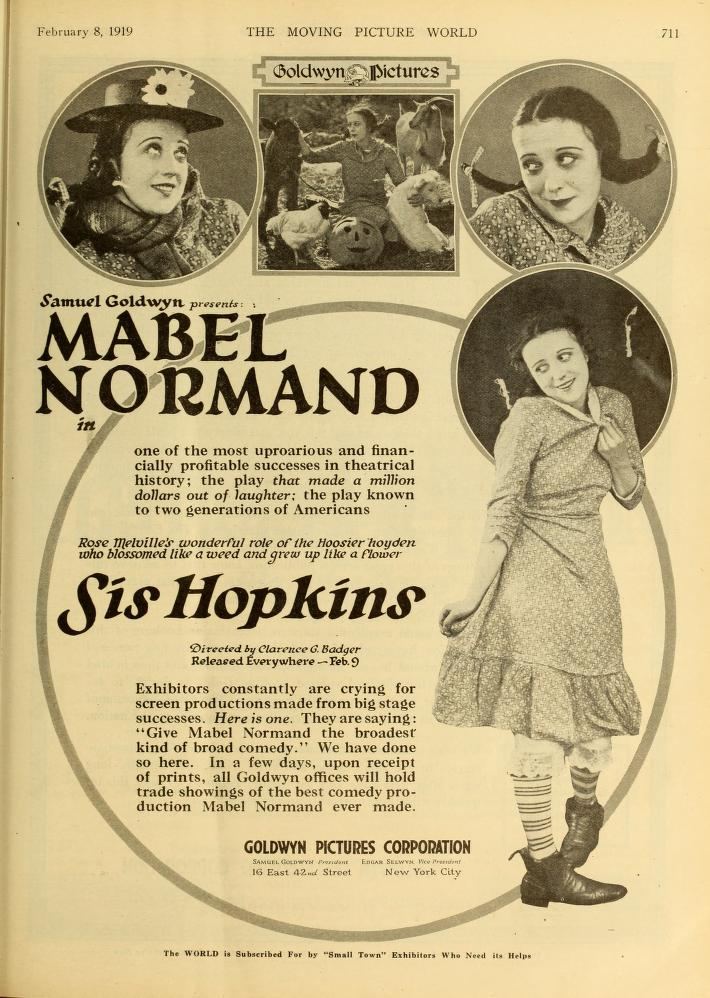
Sis Hopkins (1919)